# 郡山市立安積第二中学校
郡山市立安積第二中学校（こおりやましりつ あさかだいにちゅうがっこう）は、福島県郡山市にある公立中学校。
郡山市立安積中学校の生徒数増加に伴い、1988年に新設された。

## 沿革
- 1988年 - 生徒数の増加に伴い郡山市立安積中学校から分離し、郡山市立安積第二中学校が新設される
- 1988年 - 校歌、校章、校旗制定
- 1995年 - 安積第二中学校父母と教師のOB会(PTAOB会)設立
- 1997年 - 創立10周年式典・記念講習会開催
- 2000年 - 算数・数学東北大会授業公開
- 2007年 - 学校ホームページ運用開始
- 2007年 - 創立20周年記念式典・記念講演会
- 2011年 - 東日本大震災によりプールが被災
- 2011年 - 全国中学校駅伝競走大会　女子第４位
- 2017年 - ふくしまっ子体力向上優秀校表彰
- 2017年 - 創立30周年記念コンサート
- 2020年 - タブレット端末(iPad)123台導入
- 2021年 - タブレット端末(iPad)計289台追加導入

## 部活動
※出典

### 常設運動部
- 野球部
- 女子ソフトテニス部
- 男子・女子バスケットボール部
- 男子・女子バレーボール部
- 女子バドミントン部
- サッカー部
- 陸上競技部

### 文化部
- 吹奏楽部
- 技術部
  - パソコンコース
  - 美術コース
  - 文芸コース

### 特設運動部
こちらは、限定された期間で設けられる。
- 特設水泳部 - 活動期間は春季（5月～10月）から
- 特設駅伝部 - 活動期間は夏季（7月〜12月）から

## 通学学区
主として以下の小学校からの通学区域となっている。
- 郡山市立安積第二小学校
- 郡山市立安積第三小学校